# 千葉県教育委員会
千葉県教育委員会（ちばけんきょういくいいんかい）は、千葉県の教育委員会である。

## 概要
千葉県内の教育に関する事務を所掌する行政委員会であり、6人の委員で構成される。2024年4月現在の教育長は、冨塚昌子。近年は、学力向上、高校改革などの教育改革に取り組んでいる。
広義では、教育委員会の執行機関である教育委員会事務局を含めて、教育委員会と呼ぶこともある。

## 組織
- 企画管理部
  - 教育総務課
  - 教育政策課
  - 財務課
  - 教育施設課
  - 福利課
- 教育振興部
  - 生涯学習課
  - 学習指導課
  - 児童生徒課
  - 特別支援教育課
  - 教職員課
  - 学校安全保健課
  - 文化財課
  - 体育課

## 所在地
- 〒260-8662　千葉県千葉市中央区市場町1-1

## 市町村教育委員会
- 千葉市教育委員会
- いすみ市教育委員会
- 山武市教育委員会
- 我孫子市教育委員会
- 松戸市教育委員会
- 市原市教育委員会
- 野田市教育委員会
- 銚子市教育委員会
- 香取市教育委員会
- 成田市教育委員会
- 柏市教育委員会
- 南房総市教育委員会
- 館山市教育委員会
- 浦安市教育委員会

## 参考・外部リンク
- 千葉県教育委員会